# Präsidentschafts- und Parlamentswahl in Liberia 2005
Die Präsidentschafts- und Parlamentswahl in Liberia 2005 fand am 11. Oktober statt. Die Stichwahl der Präsidentschaftswahl fand am 8. November statt.
Bei ihr wurden der Präsident der Republik und die Mitglieder des Parlaments (Repräsentantenhaus und Senat) gewählt.

## Ergebnis

### Präsidentschaftswahl
| Kandidaten                                                        | Parteien                                    | 1. Wahlgang | 1. Wahlgang | 2. Wahlgang | 2. Wahlgang |
| Kandidaten                                                        | Parteien                                    | Stimmen     | %           | Stimmen     | %           |
| ----------------------------------------------------------------- | ------------------------------------------- | ----------- | ----------- | ----------- | ----------- |
| Ellen Johnson Sirleaf                                             | Unity Party                                 | 192.326     | 19,8        | 478.526     | 59,4        |
| George Weah                                                       | Congress for Democratic Change              | 275.265     | 28,3        | 327.046     | 40,6        |
| Charles Brumskine                                                 | Liberty Party                               | 135.093     | 13,9        |             |             |
| Winston Tubman                                                    | National Democratic Party of Liberia        | 89.623      | 9,2         |             |             |
| Varney Sherman                                                    | Coalition for the Transformation of Liberia | 76.403      | 7,8         |             |             |
| Roland Massaquoi                                                  | National Patriotic Party                    | 40.361      | 4,1         |             |             |
| Joseph Korto                                                      | Liberia Equal Rights Party                  | 31.814      | 3,3         |             |             |
| G. V. Kromah                                                      | All Liberia Coalition Party                 | 27.141      | 2,8         |             |             |
| Togba-Nah Tipoteh                                                 | Alliance for Peace and Democracy            | 22.766      | 2,3         |             |             |
| William Tubman                                                    | Reformed United Liberia Party               | 15.115      | 1,6         |             |             |
| John Morlu                                                        | United Democratic Alliance                  | 12.068      | 1,2         |             |             |
| Milton Nathaniel Barnes                                           | Liberia Destiny Party                       | 9.325       | 1,0         |             |             |
| Margaret Tor-Thompson                                             | Freedom Alliance Party of Liberia           | 8.418       | 0,9         |             |             |
| Joseph Woah-Tee                                                   | Labor Party of Liberia                      | 5.948       | 0,6         |             |             |
| Sekou Conneh                                                      | Progressive Democratic Party                | 5.499       | 0,6         |             |             |
| Sonstige < 0,5 %                                                  | –                                           | 26.625      | 2,7         |             |             |
| Gesamt                                                            | Gesamt                                      | 973.790     | 100         | 805.572     | 100         |
|                                                                   |                                             |             |             |             |             |
| Ungültige Stimmen                                                 | Ungültige Stimmen                           | 38.883      | 3,8         | 20.144      | 2,4         |
| Wähler                                                            | Wähler                                      | 1.012.673   | 74,9        | 825.716     | 61,0        |
| Wahlberechtigte                                                   | Wahlberechtigte                             | 1.352.730   |             | 1.352.730   |             |
|                                                                   |                                             |             |             |             |             |
| Quellen: National Elections Commission, 1. Wahlgang – 2. Wahlgang |                                             |             |             |             |             |

### Parlamentswahl

#### Repräsentantenhaus
| Listen                                      | Stimmen   | %    | Mandate |
| ------------------------------------------- | --------- | ---- | ------- |
| Congress for Democratic Change              | 157.753   | 16,9 | 15      |
| Coalition for the Transformation of Liberia | 137.897   | 14,7 | 8       |
| Liberty Party                               | 125.496   | 13,4 | 9       |
| Unity Party                                 | 123.373   | 13,2 | 8       |
| National Patriotic Party                    | 78.751    | 8,4  | 4       |
| Alliance for Peace and Democracy            | 38.285    | 4,1  | 5       |
| New Deal Movement                           | 35.721    | 3,8  | 3       |
| National Democratic Party of Liberia        | 29.402    | 3,1  | 1       |
| National Reformation Party                  | 22.542    | 2,4  | 1       |
| All Liberia Coalition Party                 | 19.471    | 2,1  | 2       |
| Free Democratic Party                       | 19.326    | 2,1  | –       |
| United Democratic Alliance                  | 13.958    | 1,5  | 1       |
| Progressive Democratic Party                | 11.997    | 1,3  | –       |
| Freedom Alliance Party of Liberia           | 11.126    | 1,2  | –       |
| Union of Liberian Democrats                 | 10.089    | 1,1  | –       |
| Sonstige < 1,0 %                            | 31,787    | 0,0  | –       |
| Unabhängigen                                | 68.387    | 7,3  | 7       |
| Gesamt                                      | 935.361   | 100  | 64      |
|                                             |           |      |         |
| Ungültige Stimmen                           | 52.550    | 5,3  |         |
| Wähler                                      | 987.911   | 76,5 |         |
| Wahlberechtigte                             | 1.291.541 |      |         |
|                                             |           |      |         |
| Quelle: National Elections Commission       |           |      |         |

#### Senat
| Listen                                      | Stimmen   | %    | Mandate |
| ------------------------------------------- | --------- | ---- | ------- |
| Congress for Democratic Change              | 252.677   | 14,9 | 3       |
| Coalition for the Transformation of Liberia | 232.636   | 13,8 | 7       |
| Unity Party                                 | 222.705   | 13,2 | 4       |
| Liberty Party                               | 213.002   | 12,6 | 3       |
| National Patriotic Party                    | 178.259   | 10,5 | 3       |
| Alliance for Peace and Democracy            | 119.091   | 7,0  | 3       |
| National Democratic Party of Liberia        | 60.668    | 3,6  | 2       |
| All Liberia Coalition Party                 | 28.385    | 1,7  | 1       |
| Progressive Democratic Party                | 17.262    | 1,0  | –       |
| Reformed United Liberia Party               | 13.293    | 0,8  | –       |
| Freedom Alliance Party of Liberia           | 13.050    | 0,8  | –       |
| National Reformation Party                  | 12.037    | 0,7  | 1       |
| United Democratic Alliance                  | 11.265    | 0,7  | –       |
| Union of Liberian Democrats                 | 5.503     | 0,3  | –       |
| New Deal Movement                           | 4.264     | 0,3  | –       |
| Labor Party                                 | 1.645     | 0,1  | –       |
| Unabhängigen                                | 301.729   | 17,8 | 3       |
| Gesamt                                      | 1.690.902 | 100  | 30      |
|                                             |           |      |         |
| Quelle: National Elections Commission       |           |      |         |